# Shotaro
Shōtarō Ōsaki (大崎 将太郎 Ōsaki Shōtarō?, Prefectura de Kanagawa, 25 de noviembre de 2000), mejor conocido simplemente como Shotaro (hangul: 쇼타로 (), kana: ショウタロウ), es un rapero y cantante japonés, conocido por haber sido miembro del grupo masculino surcoreano NCT y de su subunidad NCT U bajo SM Entertainment, y por ser miembro actual del grupo masculino surcoreano Riize bajo la misma compañía.

## Biografía
Shōtarō Ōsaki nació el 25 de noviembre de 2000 en la Prefectura de Kanagawa, Japón, y creció en la ciudad de Zama. Comenzó a bailar a los cinco años, después de que su madre, quien también es bailarina, lo animó a ser bailarín.
Estando ya en la escuela secundaria, tomó la decisión de dedicarse profesionalmente a la danza, y se apuntó al estudio de danza EXPG en Tokio para realizar allí su formación. Durante ese tiempo, apareció en anuncios de marcas como Pocari Sweat. También fue bailarín de respaldo para otros artistas como la boy band japonesa Exile y el cantante japonés Gackt.

## Carrera

### 2020-2023: Debut, estancia y salida de NCT, y primeras actividades dentro del modelaje
Después de ser descubierto por un cazatalentos de SM Entertainment en 2019, Shotaro se mudó a Corea del Sur en 2020, y comenzó a entrenar con la compañía.
Shotaro se unió al grupo masculino surcoreano NCT en 2020, después de ser revelado como un nuevo miembro sorpresa, junto con Sungchan. La noticia se publicó junto con el anuncio del segundo álbum del grupo, NCT 2020 Resonance Pt. 1, el 20 de septiembre, el cual terminó siendo lanzado el 12 de octubre. Shotaro participó en el sencillo principal del álbum, Make A Wish (Birthday Song), como miembro de NCT U.
En 2021, Shotaro participó en una sesión fotográfica en la edición de agosto de Vogue Corea, convirtiéndose en su primera sesión de fotos en solitario para una revista, modelando para marcas como Dior, Alexander McQueen y Swarovski.
Además de sus actividades como miembro de NCT, Shotaro participó en la gira SM Town Live 2022: SMCU Express durante agosto de 2022 junto con su compañero de NCT Sungchan. También, en ese mismo mes, Shotaro fue elegido como modelo para la marca de cuidado de la piel surcoreana Round Around, protagonizando una sesión fotográfica para promocionar la línea de espuma limpiadora de la compañía.
En septiembre, fue nombrado como el representante oficial de MAC Cosmetics Japón, protagonizando la campaña "MACxShotaro" para publicitar los productos cosméticos de la compañía.
También participó en Welcome to NCT Universe, un reality show que mostraba a Shotaro y Sungchan enseñando la historia y logros de NCT a los miembros de SM Rookies Seunghan, Eunseok y Shohei. El programa de diez episodios se emitió desde noviembre de 2022 hasta febrero de 2023 en TVING en Corea del Sur, y Nippon TV y Hulu en Japón.
Aunque originalmente se pensaba que se convertiría en miembro de la nueva subunidad japonesa de NCT, Shotaro nunca se unió a una subunidad fija de NCT. El 24 de mayo de 2023, SM Entertainment anunció que Shotaro, junto con su compañero Sungchan, dejarían NCT. En el comunicado, la agencia comunicó que ambos miembros habían dejado NCT para unirse a un nuevo grupo masculino de la compañía, que debutaría a finales de 2023. Shotaro y Sungchan estaban entre los tres miembros que abandonaron el grupo en ese mes, ya que Lucas también había abandonado el grupo unas semanas antes.

### 2023-presente: Riize

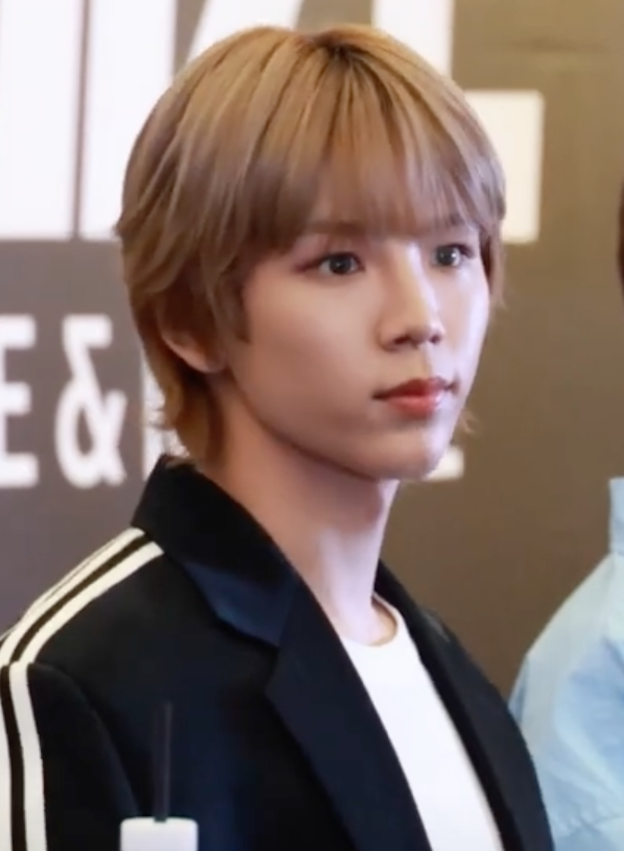
Shotaro en 2023

En julio de 2023, The Chosun Ilbo informó que el nuevo grupo masculino de SM se estaba preparando para su debut, y que estaban filmando un video musical en Los Ángeles, lo cual fue confirmado posteriormente por SM en un comunicado. Shotaro fue presentado oficialmente como miembro de Riize el 1 de agosto, e hizo su primera aparición con el grupo en el video de presentación del sencillo Siren el 7 de agosto. El grupo hizo su debut oficial el 4 de septiembre con el álbum sencillo Get a Guitar, que vendió más de un millón de copias en su primera semana, convirtiéndose en el segundo álbum debut más vendido de un grupo musical surcoreano.
En diciembre de 2024, Shotaro fue nombrado "Artista del mes" en el programa de televisión de Mnet Studio Choom por ser un bailarín excepcional.

## Vida personal
Shotaro mencionó que la subunidad de NCT NCT 127 fue su mayor inspiración para convertirse en cantante, después de ir a uno de sus conciertos en Japón. También mencionó a Chris Brown como otra de sus mayores influencias musicales.

## Filmografía

### Programas de televisión
| Año       | Título                  | Papel    | Notas          | Ref.   |
| --------- | ----------------------- | -------- | -------------- | ------ |
| 2022-2023 | Welcome to NCT Universe | Él mismo | Diez episodios | [ 18 ] |